# Lacandón (volk)
De Lacandon-Maya's of Hach Winik zijn een volk in het zuiden van Mexico en Guatemala.
De Lacandon-Maya’s zijn de oorspronkelijke bewoners van de Lacandonjungle in Chiapas, Mexico. Volgens diverse Mayanisten zijn hun voorvaderen in de zeventiende en achttiende eeuw vanuit Yucatán naar het Lacandonwoud gevlucht om de Spaanse overheersing te ontlopen. Door hun afgelegen locatie lukte het hen om tot in de jaren veertig van de twintigste eeuw buiten het bereik van missionarissen en andere blanke invloeden te blijven.
De naam ‘Lacandon’ is afkomstig van ah akantunoob, ah betekent ‘de’, akan betekent ‘oprichten’ en tun staat voor ‘stenen afgodsbeeld’ (oob is meervoud). ah akantunoob betekent dus ‘Zij die de afgodsbeelden oprichten’. De Lacandon-Maya’s kregen deze naam van andere Maya’s in de omgeving die zich hadden bekeerd tot het Christendom. Uiteindelijk verbasterde hun naam in Acantunes en werd het woud waar zij in leefden El Acantun genoemd. Op een gegeven moment veranderde deze naam in El Lacantun. Uiteindelijk stond het woud bekend als El Lacandon en de inwoners ervan als Lacandones.
De Lacandon-Maya's noemen zichzelf in hun taal, die eveneens Lacandon wordt genoemd, echter de Hach Winik, wat 'echte mensen' betekent. Ze onderscheiden zichzelf van twee andere mensensoorten, namelijk de kah (ladino’s) en de tsul (buitenlanders oftewel de blanken). Beiden spreken volgens de Lacandones Putun T’an (‘Onverstaanbare Taal’). De manier waarop ze zichzelf onderscheiden geeft aan dat ze zich enigszins superieur voelen ten opzichte van de andere indiaanse volkeren en blanken (etnocentrisme). Zo zijn ze er bijvoorbeeld van overtuigd dat twee druppels van hun bloed een blanke kunnen genezen.
Ze staan vooral bekend om hun witte lange tunieken van katoen en hun lange zwarte haar. Toeristen komen hen vaak tegen bij de ingang van de Maya-ruïnes van Palenque. Hier bieden zij de toeristen hun handwerk aan. De reden dat het toerisme een steeds belangrijkere bron van inkomsten voor de Lacandones, is omdat houtkapbedrijven de laatste jaren zo’n 65.000 hectare van het tropisch regenwoud van de Lacandones hebben gekapt, waardoor ze niet meer in staat zijn zichzelf volledig te onderhouden met wat de natuur hun te bieden heeft.
Antropologen en archeologen zijn bijzonder geïnteresseerd in de Lacandon-Maya’s omdat zij jarenlang de Spaanse overheersing konden ontwijken en nog op een zeer traditionele wijze hun leven leiden. Hierdoor staan de Lacandon-Maya's nog het dichtste bij de Oude Maya's van vóór de Spaanse veroveringen.
De landbouwmethode van de Lacandones staat bekend als de brand-rooimethode waarbij een stuk regenwoud in brand wordt gestoken en de vruchtbare laag as de grond bedekt. Na een akker voor een periode van circa 5 jaar gebruikt te hebben wordt er een nieuw stuk grond blootgelegd. De verlaten akker wordt echter niet helemaal verlaten. Het wordt opnieuw aangeplant met bomen en planten zodat het op de lange termijn weer onderdeel kan gaan uitmaken van het regenwoud. Het voordeel van deze ‘boomtuinen’ is dat het dieren aantrekt, die de Lacandones zo eenvoudig kunnen vangen. Per akker kan men 35 tot 50 verschillende landbouwproducten vinden, waaronder: maïs, bonen, tomaten, pompoenen, maniok en chayotes.
Tot eind jaren negentig van de vorige eeuw werd de traditionele religie nog algemeen gepraktiseerd door de Lacandon-Maya’s. Door contact meet de westerse wereld (waardoor ze onder andere geleerd hebben dat niet de goden verantwoordelijk zijn voor bepaalde natuurfenomenen zoals zonsverduisteringen) en door het werk van missionarissen, wordt deze religie nog maar door een enkeling gepraktiseerd. Vandaag de dag is het merendeel van de Lacandones van het dorp Lacanha protestants. Ze bezoeken een kleine kapel en zingen kerkliederen die vertaald zijn in hun eigen taal. De bewoners van het dorp Naha erkennen het bestaan van Christus (door henzelf Hesuklistos genoemd) wel, maar zien hem als een lagere godheid en als zoon van Äkyantho’, de god van de buitenlanders en hun spullen.
Vandaag de dag leven er nog zo’n 750 Lacandones in het tropisch regenwoud, verspreid over drie dorpen: Lacanha Chansayab (ca. 500 inwoners), Naha (ca. 200 inwoners) en Mensabak (enkele families).